# 祐三 (小惑星)
祐三（ゆうぞう、16790 Yuuzou）は、小惑星帯に位置する小惑星。埼玉県のアマチュア天文家、佐藤直人が1997年1月に秩父市で発見した。
2007年9月14日、宇宙航空研究開発機構（JAXA）が種子島宇宙センターから打ち上げた月周回衛星かぐや (SELENE)のエンジニア、長谷川祐三（1956-2007）に因んで2010年11月に命名された。
月周回衛星かぐや (SELENE) の試験装置の設計製作リーダーとして活躍した。